# 長国寺 (恵那市)
長國寺（ちょうこくじ）は、岐阜県恵那市大井町にある曹洞宗の寺院。山号は稲荷山。恵那三十三観音霊場の四番であり、中部四十九薬師霊場の番外寺院。

## 由来

### 長興寺・長興教寺・長谷寺
『長國寺縁起』によれば、元は長興寺という寺名で、聖徳太子が百済の香木で一尺二寸程（約360 cm）の観音像を彫って夢殿に安置したところ、金色の光を放って東へ飛び立ち、大井の白坂の野に降りた。これを恵那の三郎という人が見つけ安置した。これが長興寺の始まりであるとしている。
大宝2年（702年）、行基が自ら刻んだ観音菩薩像を安置して観音堂を草創したのが始まりとも伝わる。
平安時代の元慶5年（881年）に天台宗の円珍の弟子覚源が観音堂を再建して、船岡山長興教寺とした。
鎌倉時代初期に、源頼朝の功臣で信濃国の武士の禰津是行（根津甚平）は、長らく子供が出来ずに悩んでいたが、妊観音に祈願したところ妻が妊娠し男子を得ることが出来たので馬具を奉納した。馬具は現存しており恵那市の有形文化財に指定されている。
禰津是行（根津甚平）は、長興教寺の圓浄和尚に御礼をしたいと申し入れたところ、近くにあって火災に遭って荒廃していた大慈山長谷寺の復興を望まれて、天台宗の栄慶和尚を招いて復興にあたった。

### 長國寺
文治3年（1187年）春に、栄慶は稲荷を寺の守護神として、長久国家を祈って、寺号を稲荷山 長國寺に改めた。
西行法師は、鎌倉から京へ帰る途中で、妊観音を詣で、七日間に亘り夜を通して祈念を行った。その後、中野坂へ到った時に金色に輝く弥陀三尊を見て庵を結んだ。
建久9年（1198年）2月14日、西行は里人を招いて「今夜半、本土ニ帰ラント欲ス」と予告し、その夜半、西に向かって合掌して立亡した。
里人は、長國寺で葬儀を行い、遺言通りに中野坂の傍らに埋葬して五輪塔を建てた。この縁で西行の位牌が長國寺にある。
室町時代の永正8年（1511年） 大井町周辺の神社仏閣は、美濃国守護の土岐氏と信濃国の松尾小笠原氏の争いの際に兵火により焼失し伽藍の全てを失った。

### 井口長谷禅寺
天文23年（1554年）、京都の臨済宗大本山の東福寺から来た了翁義正が、この地に来て庵を結んでいたが、度々賊に襲われた。
永禄10年（1567年）、岩村城主の遠山景任は、重臣で大井城を護らせていた藤井常高に寺の建立を命じた。
元亀3年（1572年）、大井城の東南の台下に寺が建立され井口長谷禅寺と号した。
天正2年（1574年）、武田勝頼の東濃侵攻の際に寺社が悉く焼討されたので、井口長谷禅寺も被害を受けたものと考えられる。

### 長國寺
慶長元年（1596年）、了翁義正からの請で土岐郡の開元院から體巌雲恕が来て、
慶長2年（1597年）、旧跡に曹洞宗の寺院として中興開山し、稲荷山長國寺と号した。
體巌雲恕はさらに馬場山田村に盛久寺を開山し、また岩村の盛巌寺の住持も兼ねた。
江戸時代の延宝年間（1673年 - 1680年）に現在の地に移った。
現在の本堂及び開山堂は、元禄年間（1688年 - 1704年）の建立である。
寺宝の十一面観音・千手観音・聖観音は、永禄7年（1564年）に尾張熱田の仏師 栗原宗左衛門尉明貞の作で、
元は恵那市大井町の武並神社で祀られていたが、
慶応4年（1868年）の神仏分離令により、長国寺に移された。
その他、行基・西行法師・禰津是行の位牌がある。

## 御詠歌
こゑなくば　いかですぐさむ　長國寺　まだ夜ふかきに　鳴くほととぎす

## 文化財
有形文化財（恵那市指定）
體巌雲恕座像・仏涅槃図・馬具

## 末寺
- 宗久寺（恵那市東野）
- 長徳寺（恵那市長島町久須見）
- 源長寺（中津川市茄子川）
- 福昌寺（中津川市駒場）